# Aeropuerto de Tébessa
El Aeropuerto de Tébessa es un aeropuerto en Tébessa, Argelia (IATA: TEE, OACI: DABS)

## Aerolíneas y destinos
- Air Algérie (Argel)

## Estadísticas
Ver fuente y consulta Wikidata.

## Segunda Guerra Mundial
Durante la Segunda Guerra Mundial, la instalación fue conocida como "Aeródromo Matemore".